# Исарлов, Иосиф Лукич
Иосиф Лукич Исарлов (3 июля 1862 — после 1917) — военачальник российской императорской армии, генерал-майор. 

## Биография
По национальности грузин. Из нетитулованной дворянской семьи Исарловых (Исарлишвили; груз.). Вероисповедания католического.
Отец — Лука Степанович Исарлов (1814—1893), младший цензор литературы на местных языках Кавказского Цензурного комитета (1882—1889), публицист и поэт, действительный статский советник (1889). Посмертно (в 1899 и, второй раз, в 1902 годах), отдельной книгой на русском языке были опубликованы его «Письма о Грузии» с портретом автора.
Его сын, Иосиф Лукич Исарлов учился сперва в реальном училище, после чего, в возрасте 20 лет, поступил в Николаевское кавалерийское училище. Оттуда в 1884 году он был выпущен корнетом в Лейб-гвардии Конно-Гренадерский полк, расквартированный в Петергофе, в котором служил на протяжении более 25 лет, постепенно повышаясь по службе. За время службы в полку дополнительно окончил Офицерскую кавалерийскую школу. В 1905 году был произведён в полковники. К 1910 году являлся так называемым «старшим полковником» (в элитном полку гвардейской кавалерии полковников числилось несколько, а командовал им генерал-майор). Мемуарист Николай Воронович, служивший в той же части в чине корнета, в своих мемуарах оставил портрет Исарлова, и описание того, каким именно образом он, уже пять лет будучи полковником, наконец получил под своё командование собственный полк.
Командующему Лейб-гвардией Великому князю Николаю Николаевичу был представлен на рассмотрение проект нового кавалерийского устава за авторством генерала Безобразова. Великий князь не симпатизировал, возможно справедливо, ни Безобразову, ни его уставу, но, по личной просьбе государя, решил для примера опробовать новый устав на одном из полков. Выбор пал на Лейб-гвардии Конно-Гренадерский полк. Полк должен был ознакомиться с новым уставом и продемонстрировать его Великому князю, настроенному по отношению к новшеству явно враждебно. В этих непростых условиях, полковой командир генерал-майор Владимир Рооп, по словам мемуариста, «учёл все обстоятельства и внезапно заболел». Командование полком временно принял старший полковник Исарлов.

Хотя Исарлов и был «кавказским человеком» и говорил с сильным грузинским акцентом, но отличался от своих горячих соплеменников невозмутимым спокойствием и хладнокровием. Предстоящий смотр нисколько его не смущал (...) 
Началось учение. Каждое построение и каждый заезд вызывали критику Великого князя. (...) Наконец смотр кончился. Великий князь подъехал к полку и крикнул: «(...) Я еще не видел такого безобразного учения! Благодарить полка за такое безобразие я не могу». — Сказав это, он отъехал к своей свите.
И тут произошло нечто никем не предвиденное. Полковник Исарлов пришпорил коня и вынесся галопом перед полком. «Спасибо, молодцы!», — крикнул он на всё военное поле, — «Я давно не видел такого прекрасного учения!».

Наш милейший Лёвушка (командир бригады, генерал-майор Жирар де Сукантон) не мог сдержать охвативших его чувств. Он поехал к Исарлову и обнял его.— Н. В. Воронович. «Потонувший мир».
Уже вечером того же дня Великий князь признал свою несправедливость по отношению к Конно-гренадерскому полку, который хорошо освоил неудачный устав, а ещё через три дня полковник Исарлов получил под своё командование 8-й Астраханский драгунский полк, шефом которого являлся Великий князь. На этой должности Иосиф Лукич Исарлов сменил будущего героя Гражданской войны Ивана Георгиевича Эрдели.
Во главе этого полка Исарлов оставался до весны 1914 года. На период командования Исарлова (весна 1910 — весна 1914) пришлось открытие памятника Астраханскому кирасирскому (позднее — драгунскому) полку на Бородинском поле в рамках столетнего юбилея Бородинского сражения. В тот год установили «свои» памятники на Бородинском поле многие полки, участвовавшие в сражении, и продолжавшие существовать спустя сто лет. Памятник сохранился.
Также в период командования Исарлова был утверждён нагрудный полковой знак драгунов-астраханцев.
Весной 1914 года Исарлов был произведён в генерал-майоры и назначен командиром 2-й бригады Кавказской кавалерийской дивизии, которую возглавлял генерал-лейтенант Густав Робертович Шарпантье. Бригада состояла из 18-го Северского драгунского полка и 1-го Хопёрского полка Кубанского казачьего войска.
С этой бригадой Исарлов сражался в Польше, однако уже вскоре вся дивизия была переброшена на Кавказ. Там в июле 1915 года Исарлов командовал отрядом из трёх кавалерийских полков: 16-го Тверского драгунского и двух кубанских казачьих. На этой должности у него возник конфликт с командующим 4-м Кавказским корпусом генералом Огановским. Поводом к конфликту стало то, что Исарлов недостаточно активно преследовал бегущего неприятеля. Однако, в действительности подобные обстоятельства обычно ни к каким последствиям не приводили. Исарлов же был снят с должности и переведён в резерв. Первого сентября того же года (спустя примерно два месяца) он снова получил под своё командование ту же бригаду, но год спустя сдал бригаду генерал-майору Эдуарду Оскаровичу Хартену и снова был переведён в резерв. 
Затем, по некоторым данным, генерал Исарлов 08.03.1917 принял командование 2-й бригадой 9-й кавалерийской дивизии (Киевский гусарский и 1-й Уральский казачий полки). В этом случае необходимо предположить, что он покинул Кавказ, так как 9-я кавалерийская дивизия сражалась на другом фронте. Однако, спустя два месяца он снова сдал командование — на этот раз казачьему генералу М. Н. Бородину (в должности с 03.05.1917). О его дальнейшей судьбе ничего неизвестно.

## Награды
- Орден Святого Станислава 2-й степени (1901)
- Орден Святой Анны 2-й степени (1905)
- Орден Святого Владимира 3-й степени (1911)
- Орден Святого Станислава 1-й степени с мечами (31.1.1915)
- Мечи к ордену Св. Владимира 3 степени (5.3.1915)
- Орден Святой Анны 1-й степени с мечами (14.10.1916)